# 酒匂氏
酒匂氏（さかわし）は、日本の氏族のひとつ。酒曲、酒輪、坂和とも。

## 桓武平氏梶原氏流
桓武平氏梶原氏流。相模国足柄郡酒匂庄より起こる。神奈川県小田原市に酒匂（さかわ）の地名が残る。
『太平記』巻三十一では、酒匂左衛門が、新田義宗、義興の挙兵に加わっている。
この酒匂氏について、藤原秀郷流河村氏の一族との説がある。

## 薩摩の酒匂氏
島津氏の重臣。河野通古著『諸家大概』（底本は鹿児島大学附属図書館本。明治中期の写本）において、薩摩藩の諸家の中で酒匂氏は冒頭に紹介されている。
上記梶原氏流酒匂氏の後裔と伝わる。「諸家大概」によれば、梶原朝景が相模国酒匂を領し、家号とした。
朝景の子・酒匂左衛門尉景貞は、島津忠久の誕生時より御守役を務め、忠久が薩摩国に入国する際、これに従った。暦応の頃、子孫にあたる酒匂久景は同国薩摩郡碇山城に拠った。
本田氏とともに薩摩國守護代としての経歴をもつ。
なお、酒匂氏が鎌倉より薩摩に下向した頃にはすでに「さかわ」から「さこう」との読みに転じていたとの説がある。
現在は鹿児島県志布志市志布志町、姶良市蒲生町周辺を中心にその子孫が多く見られる。

## 常陸の酒匂氏
佐竹義宣の家臣に、酒匂豊前守道貞がいる。常陸国鹿島郡鉾田城を守った。